# Sugar Ray Robinson
Walker Smith Jr., más conocido como «Sugar Ray Robinson» (Ailey, Georgia, 3 de mayo de 1921-Culver City, California, 12 de abril de 1989) fue un boxeador profesional estadounidense. Estuvo activo en las décadas de 1940 y 1950, y combatió en los pesos medios y wélter. Fue incorporado al Salón Internacional de la Fama del Boxeo en 1990.
Como boxeador aficionado consiguió un récord de 85 victorias por ninguna derrota, siendo 69 de sus victorias por nocaut y 40 de éstas terminaron en el primer asalto. En 1940 se hace profesional a la edad de 19 años y ya en 1951 tenía un récord de 128 victorias, una derrota (ante Jake LaMotta) y dos empates, con 84 nocauts. Mantuvo el título del mundo del peso wélter desde 1946 hasta 1951 y ganó el título del peso medio también en 1951. Al año siguiente se retiró, pero volvió, para recuperar el título del peso medio en 1955, convirtiéndose luego en el primer boxeador de la historia en ganar por quinta vez un campeonato del mundo, al volver a ganar el título mediano en 1958. Fue nombrado boxeador del año dos veces durante los cerca de 26 años de carrera deportiva.
Robinson fue nombrado el mejor boxeador del siglo XX por Associated Press. ESPN.com lo señaló como el mejor boxeador de la historia en 2007. La revista The Ring lo nombró «el mejor boxeador libra por libra de todos los tiempos» en 1997, y también «Luchador de la Década» en los años 1950. Muhammad Ali consideró a Robinson como el mejor boxeador libra a libra de todos los tiempos. Opinaron igual otros boxeadores como Joe Louis o Sugar Ray Leonard.

## Biografía

### Vida familiar
Robinson nació con el nombre de Walker Smith Jr. en Ailey, Georgia (según lo indicado en su certificado de nacimiento) o en Detroit, Míchigan (según relata en su autobiografía), hijo de Walker Smith Sr. y Leila Hurst. Robinson fue el más joven de la familia, ya que su hermana mayor, Marie, nació en 1917 y su otra hermana, Evelyn, nació en 1919.
Robinson se casó por primera vez cuando tenía 16 años y tuvo un hijo antes de divorciarse a los 19 años. Su segunda esposa, Edna Mae Holly, era una bailarina que actuó en el Cotton Club y que viajó a Europa con Duke Ellington y Cab Calloway en 1940. Según Robinson, la conoció en una piscina que él frecuentaba después de sus entrenamientos e intentando conseguir su atención la empujó al agua haciendo creer que había sido un accidente. Poco después comenzaron a salir y se casaron en 1943, tuvieron un hijo llamado Ray Robinson Jr. y se divorciaron en 1960.
En abril de 1959 la hermana mayor de Robinson, Marie, murió de cáncer a los 41 años.
En 1965, Robinson se casó por tercera vez con Millie Wiggins Bruce, que era varios años mayor que él, y se instalaron en Los Ángeles. Cuando Robinson estaba enfermo con diversas dolencias, su hijo acusó a Millie de controlarlo bajo la influencia de la medicación. Según Ray Robinson Jr., cuando la madre de Robinson murió, este no pudo acudir al entierro porque Millie lo drogaba y controlaba. Sin embargo, Robinson había sido hospitalizado el día antes de la muerte de su madre debido a la agitación, la cual le causaba una elevación de la tensión arterial. Robinson Jr. y Edna Mae también afirmaron que fueron alejados de Robinson por Millie durante los últimos años de su vida.

### Juventud
Su padre era agricultor de algodón, cacahuete y maíz en una granja, en Georgia, pero después trasladó a su familia a Detroit, donde trabajó en la construcción. Según Robinson, su padre trabajaba en dos empleos para poder sustentar a la familia, y según comentaba se tenía que levantar a las seis de la mañana y regresaba a medianoche todos los días excepto el domingo, que era el único día que lo podía ver.
Sus padres se separaron y Robinson se fue con su madre a Harlem, un barrio de Manhattan en la ciudad de Nueva York, cuando él tenía 12 años. Aspiraba a ser doctor, pero dejó los estudios en el noveno grado y cambió su objetivo, para ser boxeador. Con 14 años intentó entrar en su primer torneo de boxeo, pero para participar era necesario obtener un carnet de socio de la AAU. Este carnet solo se podía obtener con 16 años, por lo que engañó a la AAU tomando el nombre y el carnet de su amigo Ray Robinson. Más adelante el futuro entrenador George Gainford diría de su estilo: «es dulce como el azúcar (sugar, en inglés)», por lo que su nombre a partir de entonces sería "Sugar" Ray Robinson.
Robinson idolatraba a Henry Armstrong y a Joe Louis; de hecho vivió en el mismo bloque que Louis en Detroit cuando Robinson tenía 11 años y Louis 17. Robinson relató más adelante en su autobiografía que quedó desconsolado al ver a Louis perder ante el alemán Max Schmeling en 1936. Fuera del cuadrilátero tuvo problemas en su juventud al verse envuelto en peleas callejeras además de casarse a los 16 años para divorciarse a los 19 después de tener un niño. Terminó su carrera como aficionado con un récord de 85 victorias por ninguna derrota con 69 nocauts, incluyendo 40 en el primer asalto. También consiguió ganar los Guantes de Oro en 1939 en el peso pluma, además de conseguir el título de la organización en peso ligero en 1940.

### Profesional

#### Inicios
Robinson hizo su debut profesional el 4 de octubre de 1940 ganando en el segundo asalto por nocaut a
Joe Echevarria. Después de esa victoria peleó cinco veces más durante el año 1940 ganando en todas ellas (cuatro por nocaut). En 1941, realizó veinte combates entre los cuales derrotó al campeón del mundo Sammy Angott, al futuro campeón Marty Servo y al anterior campeón Fritzie Zivic.
El combate entre Robinson y Angott se realizó por encima del peso ligero debido a que Angott no quería arriesgarse a perder el título, por lo cual Robinson ganó el combate pero no el título mundial. El combate contra Zivic se realizó ante 20.551 personas en el Madison Square Garden, lo que significó uno de los eventos más concurridos de la época. Robinson ganó los primeros cinco asaltos (según Joseph C. Nichols del The New York Times), Zivic contrarrestó en el sexto y séptimo, Robinson controló los dos siguientes asaltos y tenía a Zivic tambaleante en el noveno pero después de un décimo asalto igualado, Robinson fue anunciado como el ganador en las tres tarjetas de los jueces.
En enero de 1942, se produjo la revancha del combate ante Zivic, en el décimo asalto este fue noqueado y Robinson ganó por segunda ocasión. Este nocaut fue el segundo en la carrera de Zivic después de 150 combates, lo había derribado en el noveno y en el décimo asalto antes de que el árbitro parase el combate ante las protestas de la esquina de Zivic por la decisión. Sin embargo James P. Dawson, del The New York Times, declaró que el combate había sido una matanza. Después de este combate Robinson ganó cuatro combates consecutivos por nocaut antes de derrotar en la revancha a Marty Servo por decisión en mayo de 1942. A continuación ganó tres peleas más, para enfrentarse después en octubre y por primera vez a Jake LaMotta, uno de sus rivales más acérrimos durante el resto de su carrera. Robinson derrotó a LaMotta por decisión unánime con un peso de 145 libras, por las 157.5 de LaMotta, debido al gran control que hizo Robinson de sus golpes desde el exterior. Después Robinson ganó cuatro peleas más, desde el 19 de octubre al 14 de diciembre, incluyendo dos ante Izzy Jannazzo y una ante LaMotta por lo que fue galardonado en 1942 con el premio de mejor boxeador del año gracias a las 14 victorias que obtuvo, sin perder ni una.
Robinson acumuló un récord de 40 victorias sin derrotas antes de perder por primera vez ante LaMotta en 10 asaltos en la pelea de revancha. LaMotta con 16 libras (7.3 kilogramos) de peso más que su rival derribó en el octavo asalto a Robinson y ganó la pelea por decisión gracias a que la campana salvó a Robinson cuando la cuenta estaba en nueve. La pelea se produjo en la antigua ciudad de Robinson, en Detroit, y obtuvo un récord de espectadores. Robinson controló los primeros asaltos pero LaMotta tomó el control en los últimos asaltos para hacerse con el triunfo.
Catorce días después peleó ante California Jackie Wilson, al que ganó por decisión en diez asaltos, y siete días después, el 26 de febrero, y otra vez en Detroit, LaMotta y Robinson volvieron a pelear con victoria para Robinson por decisión después de diez asaltos. El árbitro Hennessey dio por ganador a Robinson por 51-49 puntos (5-3-2 en asaltos); el árbitro Fisher dio por ganador también a Robinson por 53-47 (6-2-2 en asaltos); y por último Lenahan dio también por ganador a Robinson 56-44 (8-1-1 en asaltos). En el séptimo asalto Robinson fue noqueado y se levantó cuando el árbitro contaba nueve. Después de la pelea Robinson comentó que:

Realmente me hizo daño con una izquierda en el séptimo asalto. Me quedé un poco aturdido y decidido para quedarme en el suelo...

Después de esta tercera pelea ante LaMotta, Robinson ganó dos combates más antes de enfrentarse a su ídolo de la infancia, el antiguo campeón del mundo Henry Armstrong. El combate se produjo porque Armstrong necesitaba el dinero aunque ya era un poco mayor. Tuvo lugar en el Madison Square Garden y la victoria fue para Robinson por decisión después de diez asaltos.
El 27 de febrero de 1943, Robinson fue llamado al ejército de los Estados Unidos, donde volvió a llamarse Walker Smith, aunque tuvo una corta carrera militar porque terminó a los 15 meses. Robinson sirvió con Joe Louis y realizaron varios combates de exhibición ante las tropas americanas. Robinson tuvo varios problemas con militares y discutió con los superiores porque creía que tenían un trato discriminatorio contra él y rechazó realizar más combates de exhibición cuando le dijeron que los soldados afroamericanos no tenían permiso para verlos.
En 1944, Robinson fue examinado por las autoridades militares, que dijeron que tenía una deficiencia mental. Robinson trabó una gran amistad con Louis y tuvieron negocios juntos después de volver del servicio militar. Quisieron comenzar un negocio de distribución de licor en Nueva York, pero les fue denegada la licencia debido a su raza.
En 1944, tuvo únicamente cinco combates y todos ellos contra rivales modestos. En 1945, después de tres victorias, volvió a pelear ante Jake LaMotta, al que ganó por decisión unánime en diez asaltos. En mayo obtuvo un empate ante José Basora después de diez asaltos, y después otras cuatro victorias entre las que se encuentra otra ante Jake LaMotta al que ganó por decisión dividida en 12 asaltos después de que los jueces dictaminaran una puntuación de 61-59, 57-63 y 61-59.

#### Campeón del mundo wélter

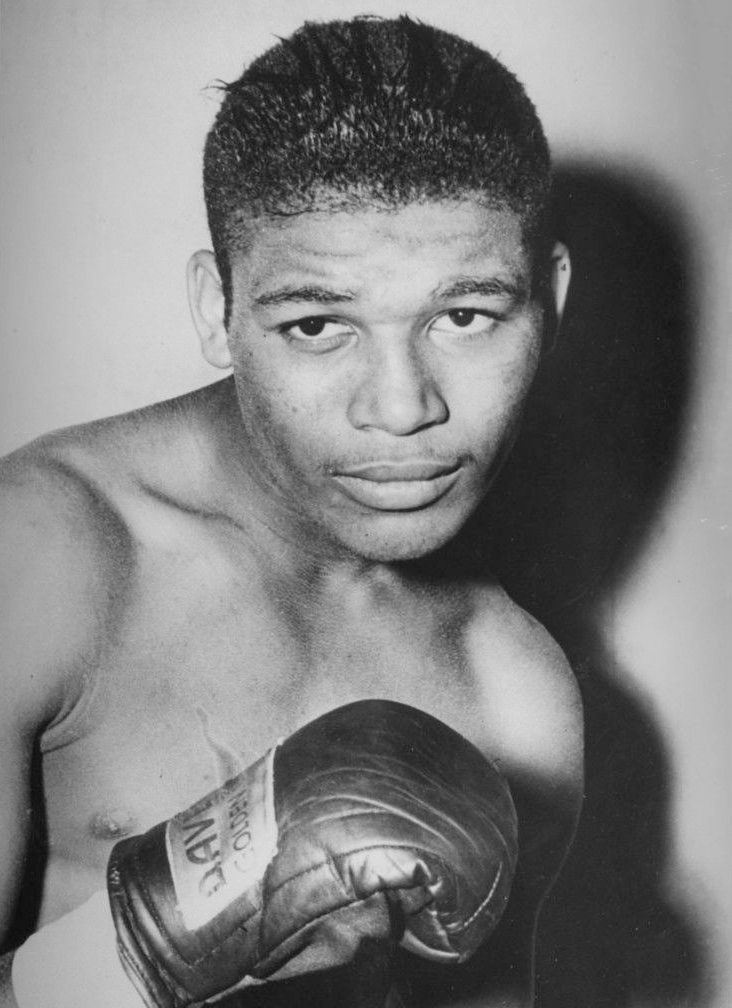
Sugar Ray Robinson en 1947

Para 1946, Robinson había sostenido 75 combates en los que había acumulado 73 victorias con una derrota y un empate, y había batido a los mejores boxeadores del momento en la división wélter. Ese año realizó 16 combates, ganando la mayoría de ellos por nocaut en los primeros asaltos. Sin embargo, había rehusado cooperar con la Mafia, que controlaba la mayor parte del boxeo, y le negaron la oportunidad de pelear por el título del mundo. Finalmente tuvo la oportunidad de ganar el título ante Tommy Bell, el 20 de diciembre de 1946. Robinson ya había ganado a Bell por decisión en 1945 y peleaban por el título vacante que había dejado Servo, al que había ganado Robinson en dos ocasiones pero sin el título en juego. El mes anterior Robinson se había enfrentado a Artie Levine, al que ganó por nocaut en el décimo asalto, pero después de caer a la lona él también. Ante Bell, ante 15 670 personas, volvió a ser derribado en el segundo asalto pero se repuso para ganar, por decisión en 15 asaltos, el título mundial del peso wélter.
Al siguiente año, después de cuatro peleas sin el título en juego, Robinson defendió su corona por primera vez ante Jimmy Doyle, al que venció por nocaut en el octavo asalto. La noche anterior al combate, Robinson había soñado que iba a matar accidentalmente a Doyle en el cuadrilátero, por lo que quiso cancelar la pelea. Sin embargo un sacerdote amigo suyo lo convenció de que había sido un mal sueño para que pelease. Doyle fue noqueado en el octavo asalto y murió de las heridas.
En 1948, Robinson peleó cinco veces pero solo en una ocasión puso su título en juego. En uno de esos combates derrotó al futuro campeón mundial Kid Gavilán. Fue un gran combate que terminó en diez asaltos con alguna protesta por el resultado final. Gavilán hirió muchas veces a Robinson durante la pelea pero este controló bien el combate y en los últimos asaltos impactó varias series de jabs y de ganchos de izquierda con los que consiguió la victoria.
En 1949, peleó 16 veces pero solo defendió su título una vez, ante Gavilán, en la revancha, y Robinson volvió a ganar el combate por decisión. La primera mitad del combate fue muy igualada pero el final fue dominado por Robinson, que hizo esperar a Gavilán dos años para poder conseguir el título mundial wélter. Ese año Robinson obtuvo otro empate ante Henry Brimm, que aguantó los diez asaltos y consiguió unas puntuaciones de 5-5, 5-4 y 5-5.
En 1950, peleó en 19 ocasiones defendiendo su título una sola vez ante Charley Fusari en la que sería su última pelea por el título wélter. Este combate lo ganó en quince asaltos a los puntos después de derribar a Fusari en una ocasión. Robinson donó toda la recaudación del combate ante Fusari, para la investigación del cáncer.
Como anécdota, en 1950 Robinson peleó ante George Costner, que también había sido llamado "Sugar". Costner antes de la pelea había declarado que «será mejor que peleemos, porque esta es la única forma». Cuando los boxeadores fueron presentados en el centro del cuadrilátero Robinson dijo:

Su nombre no es Sugar, es el mío.

Una vez que empezó el combate Costner se movió agresivamente contra Robinson, este contrarrestó y cuando se llevaban 2 minutos y 49 segundos una serie de golpes de Robinson derribaron a Costner, que ya no se levantó.

#### Campeón del mundo de peso mediano

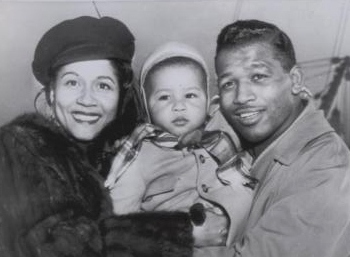
Sugar Ray Robinson con su familia en 1951

Robinson declaró en su autobiografía que una de las razones más importantes para cambiarse de peso fue la dificultad cada vez mayor que tenía para dar el peso wélter (límite: 67 kilogramos). El movimiento también sería más beneficioso en el aspecto financiero, ya que la división de los medianos tenía algunos de los mejores boxeadores de la historia.
Su primera pelea en los pesos medios fue justo antes de su última defensa del título wélter; fue el 5 de junio de 1950 y se enfrentó a Robert Villemain por el título medio del estado de Pensilvania. Este título lo defendió en dos ocasiones: la primera ante José Basora (ante el cual se había enfrentado en 1945, terminando el combate en empate), al que ganó fácilmente en el primer asalto después de haberlo derribado hasta en cuatro ocasiones, batiendo así el récord de rapidez en finalizar un combate (55 segundos). La segunda defensa la realizó ante Carl 'Bobo' Olson, con quien se enfrentaría en varias ocasiones y al que ganó por nocaut en el duodécimo asalto.
El 14 de febrero de 1951, Robinson y LaMotta se encontraron por sexta vez. En esta ocasión el peso era diferente y por primera vez se enfrentaban con un título en juego, el título mundial de los pesos medianos. El combate se anunció como «La masacre del día de San Valentín» y fue ganado por Robinson por un nocaut técnico en el asalto número 13. Robinson boxeó desde fuera a LaMotta durante los primeros diez asaltos, lanzando a partir de entonces fuertes combinaciones durante los siguientes tres asaltos, que noquearon a LaMotta por primera vez en sus 95 combates profesionales. Este combate y algunos de los otros seis que enfrentaron a Robinson y LaMotta fueron representados por el director Martin Scorsese en su película Toro salvaje. LaMotta dijo más tarde sobre los combates ante Robinson:

He peleado tantas veces contra Sugar Ray, que no sé cómo no tengo diabetes.

Después de ganar su segundo título mundial, Robinson emprendió una gira por Europa viajando en su Cadillac rosa junto a un séquito de 13 personas, algunas incluidas «solo para reírse». Fue un héroe en Francia debido a su reciente victoria ante LaMotta, que anteriormente había vencido al francés Marcel Cerdan en 1949, arrebatándole así su título de campeón (Cerdan murió en un accidente cuando iba a disputar la revancha ante LaMotta). Robinson fue recibido por el Presidente, en una ceremonia en la que estaba toda la alta sociedad de Francia. Durante su combate en Berlín ante Gerhard Hecht, Robinson fue descalificado cuando noqueó a su rival con un golpe en el riñón, golpe no permitido en Europa, pero sí en Estados Unidos. Finalmente el combate fue declarado nulo.
Después de pelear en Francia, Suiza, Bélgica, Alemania e Italia, Robinson tuvo un combate en Londres, en el cual expuso su título del mundo. Su rival sería el inglés Randy Turpin, ante el que perdió en una sensacional pelea, a los puntos y en 15 asaltos. Tres meses más tarde, el 12 de septiembre de 1951 tuvo lugar la revancha ante 60 000 personas, pero en esta ocasión en Nueva York. Robinson noqueó a Turpin en el décimo asalto para recuperar el título de los pesos medios. Lideraba las tarjetas de los jueces pero fue cortado por Turpin; esto hizo peligrar el combate, pero Robinson lo derribó y a continuación lanzó una serie de golpes que hicieron al árbitro parar el combate. Después de la victoria, los residentes de Harlem bailaron en las calles. Robinson ganó el premio al mejor boxeador del año, otra vez en 1951.
En 1952, peleó de nuevo ante Olson ganando otra vez, por decisión unánime en 15 asaltos. El siguiente combate fue ante el excampeón mundial Rocky Graziano, al que derrotó en tres asaltos. Una vez terminó el combate anunció que renunciaba a su título mediano y peleó por el título mediopesado ante el campeón Joey Maxim en el Yankee Stadium. Para los jueces, Robinson ganaba la pelea pero el tremendo calor tuvo sus consecuencias; el árbitro Ruby Goldstein tuvo que ser atendido y dejó su puesto a Ray Miller. Después el calor afectó a Robinson, que no se levantó para empezar el asalto 14 y fue derrotado. Fue el único nocaut que sufrió en su carrera.
Después de este combate, Robinson se retiró con un récord de 131 victorias, 3 derrotas, 2 empates y un nulo, dedicándose al mundo del espectáculo. Después de aproximadamente tres años, el declive de sus negocios y la carencia de éxito hicieron a Robinson replantearse su vuelta al boxeo.

#### Retorno

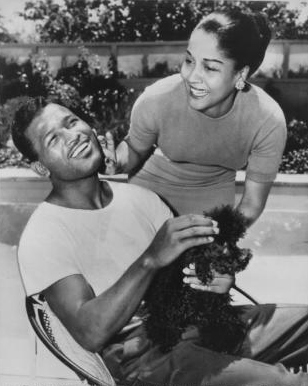
Sugar Ray Robinson con su mujer en 1956

En 1955, Robinson retornó a los cuadriláteros después de estar durante dos años y medio ausente. Su trabajo como bailarín lo mantuvo en un buen estado físico; en su autobiografía comenta que en las semanas antes del debut en Francia corría 8 kilómetros cada mañana y después por la noche estaba cinco horas bailando. También declaró que los entrenamientos que realizó en su intento de hacer una carrera como bailarín fueron más difíciles que algunos que realizó durante su carrera de boxeador.
Ese año peleó en siete ocasiones; en una de ellas fue derrotado por decisión unánime en diez asaltos ante Ralph 'Tiger' Jones. A partir de esa derrota, que fue la segunda pelea del año, ganó a Johnny Lombardo, Ted Olla, Garth Panter y Rocky Castellani, ante el cual fue derribado en el sexto asalto con una cuenta de nueve. Después de esta victoria retó al campeón mundial del peso medio, Carl 'Bobo' Olson, ante el cual se había enfrentado en dos ocasiones, venciéndolo en ambas.
Olson aceptó la revancha, pero fue derrotado por Robinson por nocaut en el segundo asalto. Después de su reaparición, Robinson esperaba ser nombrado otra vez boxeador del año; sin embargo el título lo ganó el peso wélter, Carmen Basilio. Robinson declaró que fue la decepción más grande de su carrera profesional y comentó en su autobiografía que:

No lo he olvidado hasta este día, y nunca voy a hacerlo.

En 1956, únicamente peleó dos veces, la primera ante Carl 'Bobo' Olson por cuarta vez, al que ganó con el título en juego, con un nocaut en el cuarto asalto, y ante Bob Provizzi, al que ganó por decisión unánime en diez asaltos.
Al año siguiente, Robinson defendió su título ante Gene Fullmer y lo perdió por decisión unánime en 15 asaltos por una puntuación de 5-8, 6-9 y 5-10. Fullmer usó su agresividad para controlar a Robinson, al cual derribó durante el combate. Robinson, sin embargo, notó que Fullmer era vulnerable al gancho de izquierda y en la revancha lo noqueó en el quinto asalto para recuperar su título mundial, además del título mundial de la National Boxing Association. Las apuestas estaban a favor de Fullmer por 3-1. En los dos primeros asaltos Robinson siguió a Fullmer alrededor del cuadrilátero; sin embargo en el tercero cambió la táctica e hizo a Fullmer ir hasta él. En el cuarto asalto Fullmer ya estaba atontado y en el quinto un gancho de izquierda lo derribó. Los críticos denominaron al golpe que derribó a Fullmer como "el golpe perfecto". Fue la primera ocasión en 44 combates que Fullmer había sido noqueado y cuando preguntaron a Robinson lo lejos que había llegado su gancho respondió:

No lo puedo decir, pero recibió el mensaje.

La tercera pelea del año fue ante Carmen Basilio, que había subido del peso wélter al mediano. La pelea se realizó en el Yankee Stadium ante 38 000 personas. Después de 15 asaltos los jueces dieron ganador a Basilio por 9-6, 5-9 y 6-8 en el que fue «Combate del Año» por la revista The Ring.
Al año siguiente se programó la revancha en el Chicago Stadium, con el título otra vez en juego y ante 19 000 personas que vieron el que fue otra vez "Combate del Año". Robinson hirió pronto a Basilio en el ojo, que ya en el séptimo asalto lo tenía totalmente cerrado. Al final dos jueces vieron ganador a Robinson por 72-64 y 71-64 y el otro juez vio ganador a Basilio por 69-64 (esta decisión fue abucheada por el público).

#### Declive

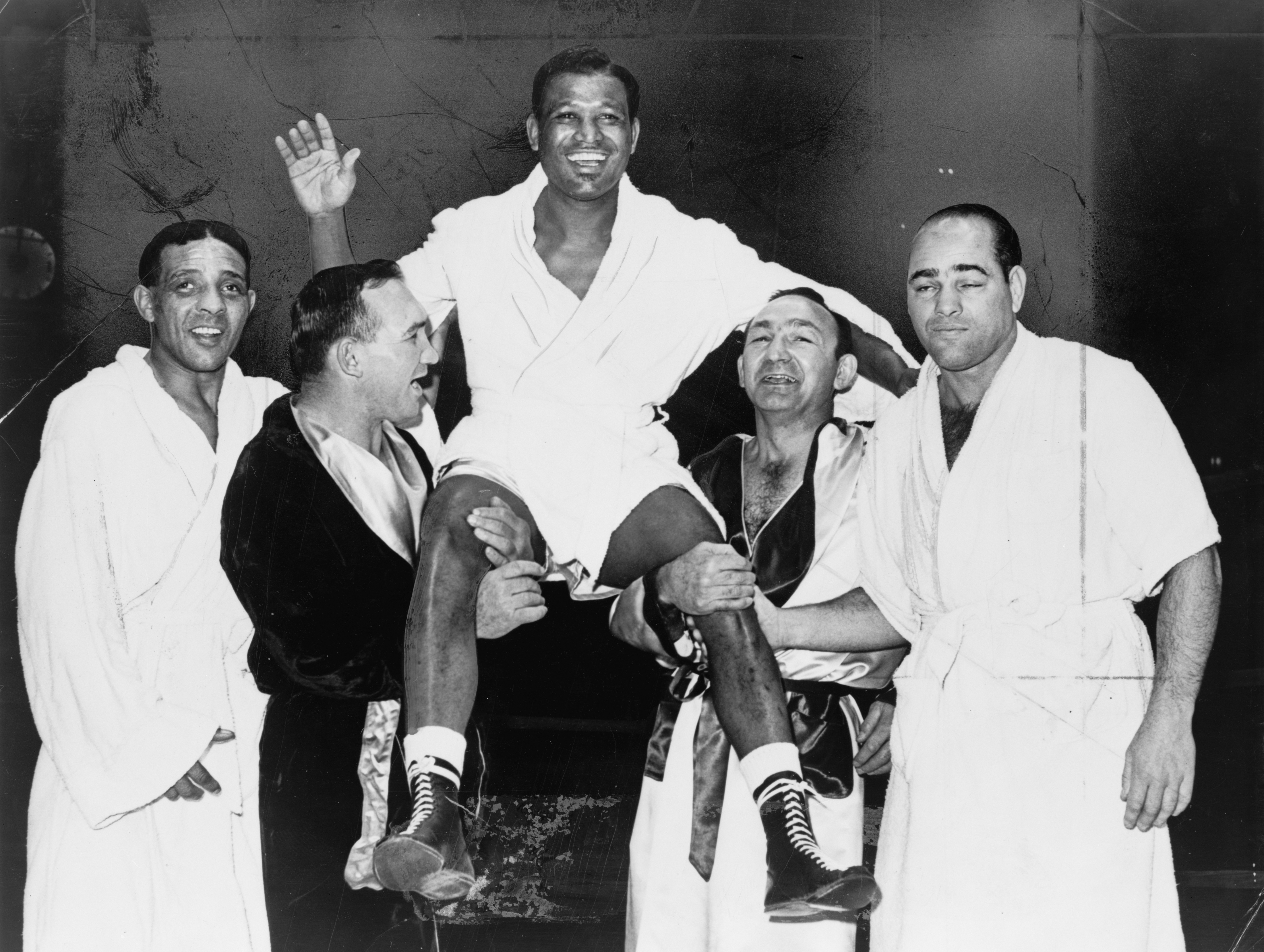
Sugar Ray Robinson en 1965.

A partir del combate ante Basilio la carrera de Robinson fue declinando. En 1959 solo peleó en una ocasión, en Boston, ante Bob Young, al que noqueó en el segundo asalto.
En el año 1960, defendió su título ante Paul Pender; era el favorito 5-1 en las apuestas, pero perdió por decisión dividida en el Boston Garden ante 10 608 personas. El día después de la pelea, Pender declaró que había planificado empezar despacio. Robinson le abrió el ojo en el octavo asalto pero no fue suficiente para un boxeador ya envejecido.
Después de ese combate peleó ante Tony Baldoni, al que derrotó en el primer asalto como preparación para la revancha ante Pender en el Boston Garden, el 10 de junio. Con el título en juego e intentando ganar el título mundial por sexta vez, Robinson perdió en 15 asaltos otra vez por decisión dividida, 146-144, 138-149 y 142-147.
Antes de terminar el año volvió a pelear, en esta ocasión ante Gene Fullmer por el título mediano de la National Boxing Association. El combate terminó en empate a los puntos después de 15 asaltos. En una nueva revancha entre Robinson y Fullmer, otra vez con el título de la NBA en juego, al año siguiente, la victoria fue para Fullmer por decisión unánime en 15 asaltos en el que sería el último combate de Robinson con un título mundial en juego.
En el resto del año 1961 peleó en cuatro ocasiones, una por mes, y venció en todas aunque no sin dificultades ya que fue derribado en varias ocasiones. Uno de esos combates fue ante el futuro campeón mundial Denny Moyer, al que derrotó por decisión unánime. Siendo favorito por 12-5 en las apuestas, Robinson, que ya tenía 41 años, ganó al joven Moyer, que únicamente contaba con 22. Al año siguiente, en la revancha, Moyer derrotó a Robinson a los puntos; todas las tarjetas de los jueces marcaron una puntuación de 7-3. En ese año 1962, Robinson peleó cinco veces más, perdiendo en dos de ellas ante Phil Moyer y Terry Downes, ambas a los puntos. Después de ganar tres combates en 1963, fue derrotado nuevamente por el antiguo campeón mundial y miembro del Salón Internacional de la Fama del Boxeo Joey Giardello, que le ganó por decisión unánime. En el cuarto asalto, Robinson fue derribado pero se levantó en la cuenta de nueve. En el sexto asalto casi fue derribado nuevamente pero se repuso, aunque perdió con puntuaciones de 43-49, 43-47 y 45-48, en diez asaltos. Después de ese combate realizó otra gira por Europa desde octubre hasta diciembre por Francia y Bélgica, peleó en cinco ocasiones, ganó 4 y empató una.
Durante el año 1964, realizó diez combates más que resolvió con siete victorias, dos empates y una derrota. Los tres primeros combates se realizaron en los Estados Unidos y el resto en Europa como parte de otra gira que realizó por el Reino Unido, Francia e Italia.
Robinson peleó por última vez en el año 1965; su último combate fue con Joey Archer, ante el que perdió por decisión unánime en diez asaltos después de ser derribado en el cuarto. El famoso escritor deportivo Pete Hamill comentó que la derrota de Robinson ante Archer había sido una de las experiencias más tristes de su vida. Había sido derribado sin haber dañado en absoluto a su rival, admitiendo este después del combate que había sido la segunda vez en su carrera que había derribado a alguien. Las 9023 personas que estaban en el Civic Arena ovacionaron constantemente a Robinson a pesar de ir perdiendo.
El 11 de noviembre de 1965, Robinson anunció su retirada definitiva del boxeo. Se retiró con un récord de 202 combates realizados, de los cuales 175 fueron victorias, 19 fueron derrotas, 6 empates y 2 nulos con 110 noqueados, que lo hacen ser uno de los líderes de todos los tiempos en nocauts.

### Después del boxeo

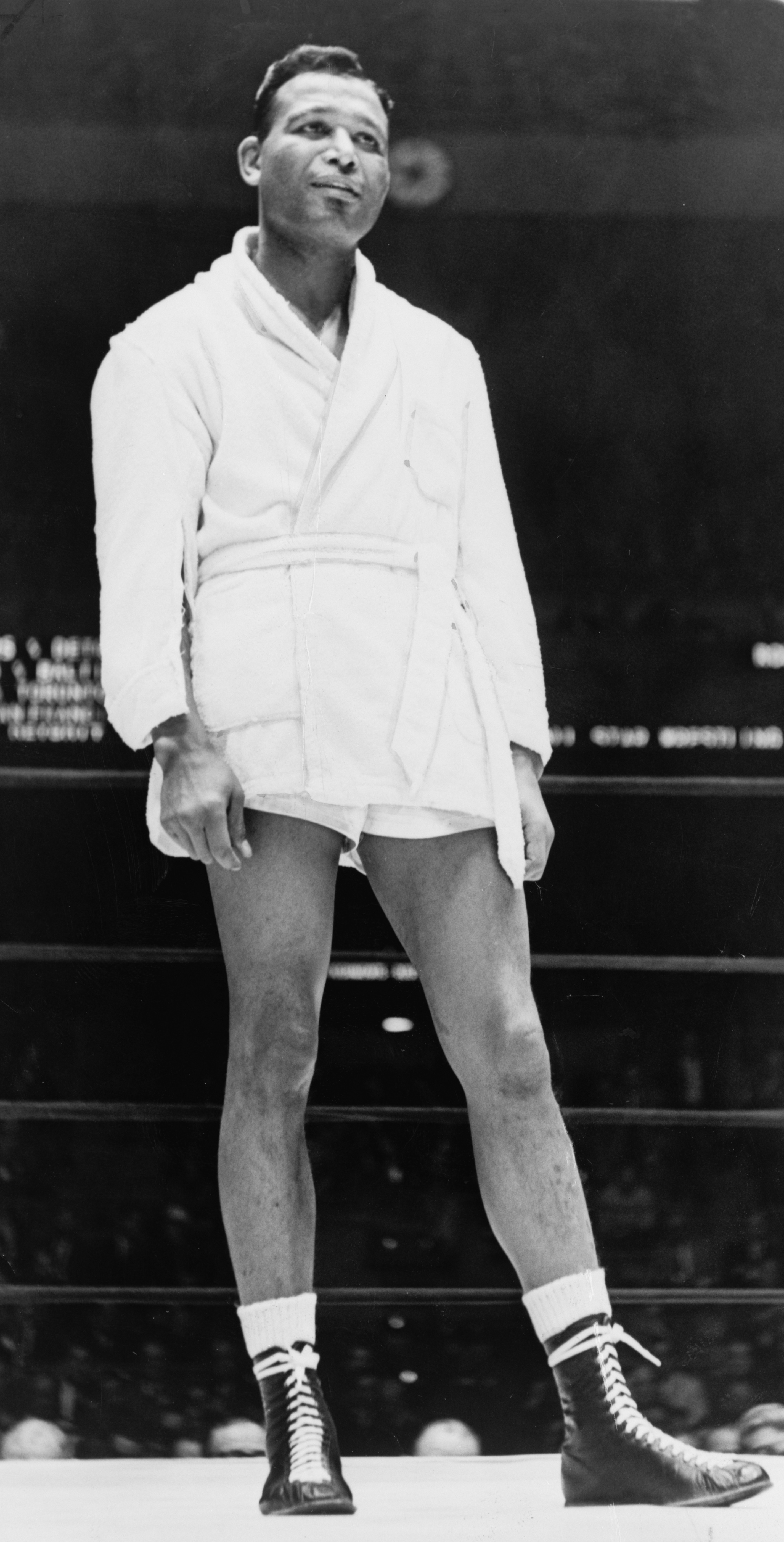
Noche Sugar Ray Robinson en el Madison Square Garden.

En su autobiografía, Robinson declaró que hacia el año 1965 se había gastado los cuatro millones de dólares que había ganado en los cuadriláteros. Un mes después de su última pelea, Robinson fue homenajeado con una "Noche Sugar Ray Robinson", una velada que tuvo lugar en el Madison Square Garden de Nueva York el 10 de diciembre de 1965. Durante la ceremonia fue galardonado con un enorme trofeo que no podía sostener ningún mueble de su pequeño apartamento de Manhattan. Robinson fue elegido en 1967 para entrar en el Salón Internacional de la Fama del Boxeo, dos años después de retirarse. En 1969 fundó la Asociación Juvenil Sugar Ray Robinson para el área de Los Ángeles en la cual no se patrocina ningún programa de boxeo.
Se le diagnosticó diabetes mellitus, que fue tratada con insulina, y en sus últimos años también padeció la enfermedad de Alzheimer. Murió en Los Ángeles a la edad de 67 años, siendo enterrado en el Cementerio Inglewood Park, en Inglewood, California.

## Legado
Alguien dijo una vez que eran parecidos Sugar Ray Leonard y Sugar Ray Robinson. Créanme, no hay comparación. Ray Robinson fue el más grande. (Sugar Ray Leonard)

El rey, el maestro, mi ídolo. (Muhammad Ali sobre Robinson)

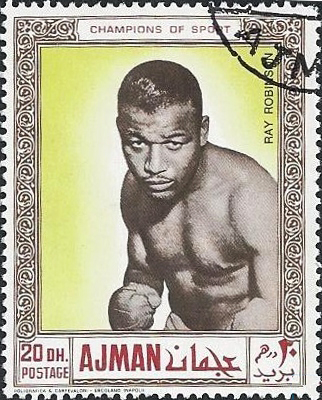
Sello de Ajman en 1969 con la imagen de Sugar Ray Robinson

Robinson ha sido considerado uno de los mayores boxeadores de la historia, y ha sido clasificado como el mejor boxeador de todos los tiempos por comentaristas deportivos, boxeadores y entrenadores.

 La frase «libra por libra» fue creada por comentaristas deportivos para él durante su carrera, como modo de realizar una comparación de los boxeadores, independientemente del peso. Incluso el Salón Internacional de la Fama del Boxeo, en el cual están incluidos entre otros Muhammad Ali, Joe Louis y Sugar Ray Leonard, Robinson está clasificado como el mejor boxeador libra por libra de la historia.
En 1997, The Ring lo clasificó como el mejor boxeador libra por libra de la historia, y en 1999 fue nombrado «peso wélter del siglo» y «peso medio del siglo» por la Associated Press. En 2003,The Ring lo clasificó el número 11 en la lista de los mejores pegadores de la historia del boxeo. En el año 2007, ESPN realizó una lista de «los 50 mayores boxeadores de todos los tiempos», en el cual Robinson aparecía como el mejor boxeador de la historia.
Robinson fue uno de los primeros afroamericanos en establecerse como estrella fuera del mundo del deporte. Era una parte importante en la escena social de Nueva York, en los años 1940 y 1950. Su glamoroso restaurante, Sugar Ray's, atraía a estrellas como Frank Sinatra, Jackie Gleason, Nat King Cole, Joe Louis y Lena Horne.
Robinson también fue conocido por su personalidad fuera de los cuadriláteros. Era elegante, tenía carisma y aptitud dramática, era cantante y bailarín. Según Ron Flatter, de la ESPN, Robinson fue el pionero en llevar un grupo de acompañantes, como un secretario, el peluquero, el masajista, un grupo de entrenadores, varias mujeres, una mascota y el gerente de toda la vida, George Gainford.
Robinson inspiró a varios boxeadores que le cogieron el apodo "Sugar" como homenaje; por ejemplo, Sugar Ray Leonard y Sugar Shane Mosley.
En 2006, Robinson apareció en un sello postal creado por los Estados Unidos con una tirada de 100 millones de unidades.

## Récord profesional
| 173 Ganadas (108 knockouts), 19 Derrotas (1 knockout), 6 Empates, 2 Sin decisión |          |                          |      |               |            |                                                            |                                                                              |
| Res.                                                                             | Récord   | Rival                    | Tipo | Rd., Tiempo   | Día        | Lugar                                                      | Notas                                                                        |
| Derrota                                                                          | 173-19-6 | Joey Archer              | UD   | 10            | 1965-11-10 | Civic Arena, Pittsburgh, Pensilvania                       |                                                                              |
| Victoria                                                                         | 173-18-6 | Rudolph Bent             | KO   | 3 (10), 2:20  | 1965-10-20 | Community Arena, Steubenville, Ohio                        |                                                                              |
| Victoria                                                                         | 172-18-6 | Peter Schmidt            | UD   | 10            | 1965-10-01 | Cambria County War Memorial Arena, Johnstown, Pensilvania  |                                                                              |
| Victoria                                                                         | 171-18-6 | Harvey McCullough        | UD   | 10            | 1965-09-23 | Filadelfia A.C., Filadelfia, Pensilvania                   |                                                                              |
| SD                                                                               | 170-18-6 | Neil Morrison            | SD   | 2 (10), 1:20  | 1965-09-15 | The Arena, Norfolk, Virginia                               |                                                                              |
| Derrota                                                                          | 170-18-6 | Stan Harrington          | UD   | 10            | 1965-08-10 | Hawái International Center, Honolulu, Hawái                |                                                                              |
| Victoria                                                                         | 170-17-6 | Harvey McCullough        | UD   | 10            | 1965-07-27 | Richmond Arena, Richmond, Virginia                         |                                                                              |
| Derrota                                                                          | 169-17-6 | Ferd Hernández           | SD   | 10            | 1965-07-12 | Hacienda Hotel, Las Vegas, Nevada                          |                                                                              |
| Victoria                                                                         | 169-16-6 | Harvey McCullough        | UD   | 10            | 1965-06-24 | Washington Coliseum, Washington, District of Columbia      |                                                                              |
| Derrota                                                                          | 168-16-6 | Stan Harrington          | UD   | 10            | 1965-06-01 | Hawái International Center, Honolulu, Hawái                |                                                                              |
| Derrota                                                                          | 168-15-6 | Memo Ayon                | SD   | 10            | 1965-05-24 | Memorial Auditorium, Tijuana, Baja California              |                                                                              |
| Victoria                                                                         | 168-14-6 | Rocky Randell            | KO   | 3 (10)        | 1965-04-28 | Norfolk Municipal Auditorium, Norfolk, Virginia            |                                                                              |
| Victoria                                                                         | 167-14-6 | Earl Bastings            | KO   | 1 (10), 2:34  | 1965-04-03 | Sports Center, Savannah, Georgia                           |                                                                              |
| Victoria                                                                         | 166-14-6 | Jimmy Beecham            | KO   | 2 (10), 1:48  | 1965-03-06 | National Stadium, Kingston                                 |                                                                              |
| Empate                                                                           | 165-14-6 | Fabio Bettini            | PTS  | 10            | 1964-11-27 | Palazzetto dello Sport, Roma, Lacio                        |                                                                              |
| Victoria                                                                         | 165-14-5 | Jean Beltritti           | PTS  | 10            | 1964-11-14 | Palais des Sports, Marsella, Bouches-du-Rhône              |                                                                              |
| Victoria                                                                         | 164-14-5 | Jean Baptiste Rolland    | PTS  | 10            | 1964-11-07 | Helitas Stadium, Caen, Calvados                            |                                                                              |
| Victoria                                                                         | 163-14-5 | Jackie Cailleau          | PTS  | 10            | 1964-10-24 | Palais des Sports, Nice, Alpes-Maritimes                   |                                                                              |
| Victoria                                                                         | 162-14-5 | Johnny Angel             | TKO  | 6 (8)         | 1964-10-12 | Hilton Hotel (Anglo American SC), Mayfair, Londres         |                                                                              |
| Victoria                                                                         | 161-14-5 | Yoland Leveque           | PTS  | 10            | 1964-09-28 | Palais des Sports, París                                   |                                                                              |
| Derrota                                                                          | 160-14-5 | Mick Leahy               | PTS  | 10            | 1964-09-03 | Paisley Ice Rink, Glasgow                                  |                                                                              |
| Empate                                                                           | 160-13-5 | Art Hernández            | PTS  | 10            | 1964-07-27 | Omaha Civic Auditorium, Omaha, Nebraska                    |                                                                              |
| Victoria                                                                         | 160-13-4 | Clarence Riley           | TKO  | 6 (10)        | 1964-07-08 | Wahconah Park, Pittsfield, Massachusetts                   |                                                                              |
| Victoria                                                                         | 159-13-4 | Gaylord Barnes           | UD   | 10            | 1964-05-19 | Portland Exposition Building, Portland, Maine              |                                                                              |
| Victoria                                                                         | 158-13-4 | Armand Vanucci           | PTS  | 10            | 1963-12-09 | Palais des Sports, París                                   |                                                                              |
| Victoria                                                                         | 157-13-4 | Andre Davier             | PTS  | 10            | 1963-11-29 | Palais des Sports, Grenoble, Isère                         |                                                                              |
| Victoria                                                                         | 156-13-4 | Emiel Sarens             | KO   | 8 (10)        | 1963-11-16 | Palais des Sports, Bruselas, Bruxelles-Capitale            |                                                                              |
| Empate                                                                           | 155-13-4 | Fabio Bettini            | PTS  | 10            | 1963-11-09 | Palais des Sports, Lyon, Ródano-Alpes                      |                                                                              |
| Victoria                                                                         | 155-13-3 | Armand Vanucci           | PTS  | 10            | 1963-10-14 | Palais des Sports, París                                   |                                                                              |
| Derrota                                                                          | 154-13-3 | Joey Giardello           | UD   | 10            | 1963-06-24 | Filadelfia Convention Hall, Filadelfia, Pensilvania        |                                                                              |
| Victoria                                                                         | 154-12-3 | Maurice Rolbnet          | KO   | 3 (10)        | 1963-05-05 | Palais des Sports, Sherbrooke, Quebec                      |                                                                              |
| Victoria                                                                         | 153-12-3 | Billy Thornton           | KO   | 3 (10)        | 1963-03-11 | Lewiston Armory, Lewiston, Maine                           |                                                                              |
| Victoria                                                                         | 152-12-3 | Bernie Reynolds          | KO   | 4 (10)        | 1963-02-25 | Estadio Quisqueya, Santo Domingo                           |                                                                              |
| Victoria                                                                         | 151-12-3 | Ralph Dupas              | SD   | 10            | 1963-01-30 | Miami Beach Convention Center, Miami Beach, Florida        |                                                                              |
| Victoria                                                                         | 150-12-3 | Georges Estatoff         | TKO  | 6 (10)        | 1962-11-10 | Palais des Sports, Lyon, Rhône                             |                                                                              |
| Victoria                                                                         | 149-12-3 | Diego Infantes           | TKO  | 2 (10), 1:15  | 1962-10-17 | Stadthalle, Vienna                                         |                                                                              |
| Derrota                                                                          | 148-12-3 | Terry Downes             | PTS  | 10            | 1962-09-25 | Empire Pool, Wembley, Londres                              |                                                                              |
| Derrota                                                                          | 148-11-3 | Phil Moyer               | SD   | 10            | 1962-07-09 | Los Ángeles Sports Arena, Los Ángeles, California          |                                                                              |
| Victoria                                                                         | 148-10-3 | Bobby Lee                | KO   | 2 (10), 2:38  | 1962-04-27 | National Stadium, Port-of-Spain                            |                                                                              |
| Derrota                                                                          | 147-10-3 | Denny Moyer              | UD   | 10            | 1962-02-17 | Madison Square Garden, Nueva York                          |                                                                              |
| Victoria                                                                         | 147-9-3  | Wilf Greaves             | KO   | 8 (10), 0:43  | 1961-12-08 | Civic Arena, Pittsburgh, Pensilvania                       |                                                                              |
| Victoria                                                                         | 146-9-3  | Al Hauser                | TKO  | 6 (10), 1:59  | 1961-11-20 | Providence Auditorium, Providence, Rhode Island            |                                                                              |
| Victoria                                                                         | 145-9-3  | Denny Moyer              | UD   | 10            | 1961-10-21 | Madison Square Garden, Nueva York                          |                                                                              |
| Victoria                                                                         | 144-9-3  | Wilf Greaves             | SD   | 10            | 1961-09-25 | Convention Arena, Detroit, Míchigan                        |                                                                              |
| Derrota                                                                          | 143-9-3  | Gene Fullmer             | UD   | 15            | 1961-03-04 | Las Vegas Convention Center, Las Vegas, Nevada             |                                                                              |
| Empate                                                                           | 143-8-3  | Gene Fullmer             | PTS  | 15            | 1960-12-03 | Los Ángeles Sports Arena, Los Ángeles, California          |                                                                              |
| Derrota                                                                          | 143-8-2  | Paul Pender              | SD   | 15            | 1960-06-10 | Boston Garden, Boston, Massachusetts                       | Pelea por título mundial peso mediano.                                       |
| Victoria                                                                         | 143-7-2  | Tony Baldoni             | KO   | 1 (10), 1:40  | 1960-04-02 | Baltimore Coliseum, Baltimore, Maryland                    |                                                                              |
| Derrota                                                                          | 142-7-2  | Paul Pender              | SD   | 15            | 1960-01-22 | Boston Garden, Boston, Massachusetts                       | Pierde título mundial peso mediano.                                          |
| Victoria                                                                         | 142-6-2  | Bob Young                | KO   | 2 (10), 1:18  | 1959-12-14 | Boston Garden, Boston, Massachusetts                       |                                                                              |
| Victoria                                                                         | 141-6-2  | Carmen Basilio           | SD   | 15            | 1958-03-25 | Chicago Stadium, Chicago, Illinois                         | Gana título mundial peso mediano. Combate del año por The Ring (1958)        |
| Derrota                                                                          | 140-6-2  | Carmen Basilio           | SD   | 15            | 1957-09-23 | Yankee Stadium, Bronx, Nueva York                          | Pierde título mundial peso mediano.Combate del año por The Ring (1957).      |
| Victoria                                                                         | 140-5-2  | Gene Fullmer             | KO   | 5 (15), 1:27  | 1957-05-01 | Chicago Stadium, Chicago, Illinois                         | Gana título mundial peso mediano.                                            |
| Derrota                                                                          | 139-5-2  | Gene Fullmer             | UD   | 15            | 1957-01-02 | Madison Square Garden, Nueva York                          | Pierde título mundial peso mediano.                                          |
| Victoria                                                                         | 139-4-2  | Bob Provizzi             | UD   | 10            | 1956-11-10 | New Haven Arena, New Haven, Connecticut                    |                                                                              |
| Victoria                                                                         | 138-4-2  | Bobo Olson               | KO   | 4 (15), 2:51  | 1956-05-18 | Wrigley Field, Los Ángeles, California                     | Retiene título mundial peso mediano.                                         |
| Victoria                                                                         | 137-4-2  | Bobo Olson               | KO   | 2 (15), 2:51  | 1955-12-09 | Chicago Stadium, Chicago, Illinois                         | Gana título mundial peso mediano.                                            |
| Victoria                                                                         | 136-4-2  | Rocky Castellani         | SD   | 10            | 1955-07-22 | Cow Palace, San Francisco, California                      |                                                                              |
| Victoria                                                                         | 135-4-2  | Garth Panter             | UD   | 10            | 1955-05-04 | Olympia Stadium, Detroit, Míchigan                         |                                                                              |
| Victoria                                                                         | 134-4-2  | Ted Olla                 | TKO  | 3 (10), 2:15  | 1955-04-14 | Milwaukee Arena, Milwaukee, Wisconsin                      |                                                                              |
| Victoria                                                                         | 133-4-2  | Johnny Lombardo          | SD   | 10            | 1955-03-29 | Cincinnati Gardens, Cincinnati, Ohio                       |                                                                              |
| Derrota                                                                          | 132-4-2  | Ralph Jones              | UD   | 10            | 1955-01-19 | Chicago Stadium, Chicago, Illinois                         |                                                                              |
| Victoria                                                                         | 132-3-2  | Joe Rindone              | KO   | 6 (10), 1:37  | 1955-01-05 | Olympia Stadium, Detroit, Míchigan                         |                                                                              |
| Derrota                                                                          | 131-3-2  | Joey Maxim               | TKO  | 14 (15)       | 1952-06-25 | Yankee Stadium, Bronx, Nueva York                          | Pelea por título mundial peso mediopesado.                                   |
| Victoria                                                                         | 131-2-2  | Rocky Graziano           | KO   | 3 (15), 1:53  | 1952-04-16 | Chicago Stadium, Chicago, Illinois                         | Retiene título mundial peso mediano.                                         |
| Victoria                                                                         | 130-2-2  | Bobo Olson               | UD   | 15            | 1952-03-13 | San Francisco Civic Auditorium, San Francisco, California  | Retiene título mundial peso mediano.                                         |
| Victoria                                                                         | 129-2-2  | Randy Turpin             | TKO  | 10 (15)       | 1951-09-12 | Polo Grounds, Nueva York                                   | Gana título mundial peso mediano.                                            |
| Derrota                                                                          | 128-2-2  | Randy Turpin             | PTS  | 15            | 1951-07-10 | Earls Court Arena, Kensington, Londres                     | Pierde título mundial peso mediano.                                          |
| Victoria                                                                         | 128-1-2  | Cyrille Delannoit        | RTD  | 3 (10)        | 1951-07-01 | Palazzetto dello Sport, Turín, Piamonte                    |                                                                              |
| SD                                                                               | 127-1-2  | Gerhard Hecht            | SD   | 2 (10)        | 1951-06-24 | Waldbühne, Westend, Berlín                                 |                                                                              |
| Victoria                                                                         | 127-1-2  | Jean Walzack             | TKO  | 6 (10)        | 1951-06-16 | Palais des Sports, Lieja, Lieja                            |                                                                              |
| Victoria                                                                         | 126-1-2  | Jan de Bruin             | TKO  | 8 (10)        | 1951-06-10 | Sportpaleis, Amberes, Amberes                              |                                                                              |
| Victoria                                                                         | 125-1-2  | Jean Wanes               | UD   | 10            | 1951-05-26 | Sports Center, Zúrich                                      |                                                                              |
| Victoria                                                                         | 124-1-2  | Kid Marcel               | TKO  | 5 (10)        | 1951-05-21 | Palais des Sports, París                                   |                                                                              |
| Victoria                                                                         | 123-1-2  | Don Ellis                | KO   | 1 (10), 1:36  | 1951-04-09 | Municipal Auditorium, Oklahoma City, Oklahoma              |                                                                              |
| Victoria                                                                         | 122-1-2  | Holly Mims               | UD   | 10            | 1951-04-05 | Miami Stadium, Miami, Florida                              |                                                                              |
| Victoria                                                                         | 121-1-2  | Jake LaMotta             | TKO  | 13 (15), 2:04 | 1951-02-14 | Chicago Stadium, Chicago, Illinois                         | Gana título mundial peso mediano.                                            |
| Victoria                                                                         | 120-1-2  | Hans Stretz              | TKO  | 5 (10)        | 1950-12-25 | Haus der Technik, Frankfurt, Hesse                         |                                                                              |
| Victoria                                                                         | 119-1-2  | Robert Villemain         | TKO  | 9 (10)        | 1950-12-22 | Palais des Sports, París                                   |                                                                              |
| Victoria                                                                         | 118-1-2  | Jean Walzack             | UD   | 10)           | 1950-12-16 | Pavillion Des Sports, Geneva                               |                                                                              |
| Victoria                                                                         | 117-1-2  | Luc van Dam              | KO   | 4 (10)        | 1950-12-09 | Palais des Sports, Bruselas, Bruxelles-Capitale            |                                                                              |
| Victoria                                                                         | 116-1-2  | Jean Stock               | TKO  | 2 (10)        | 1950-11-27 | Palais des Sports, París                                   |                                                                              |
| Victoria                                                                         | 115-1-2  | Bobby Dykes              | MD   | 10            | 1950-11-08 | Chicago Stadium, Chicago, Illinois                         |                                                                              |
| Victoria                                                                         | 114-1-2  | Bobo Olson               | KO   | 12 (15), 1:19 | 1950-10-26 | Filadelfia Convention Hall, Filadelfia, Pensilvania        |                                                                              |
| Victoria                                                                         | 113-1-2  | Joe Rindone              | TKO  | 6 (10), 0:55  | 1950-10-16 | Boston Garden, Boston, Massachusetts                       |                                                                              |
| Victoria                                                                         | 112-1-2  | Billy Brown              | UD   | 10            | 1950-09-04 | Coney Island Velodrome, Brooklyn, Nueva York               |                                                                              |
| Victoria                                                                         | 111-1-2  | José Basora              | KO   | 1 (15), 0:55  | 1950-08-25 | Scranton Stadium, Scranton, Pensilvania                    |                                                                              |
| Victoria                                                                         | 110-1-2  | Charley Fusari           | PTS  | 15            | 1950-08-09 | Roosevelt Stadium, Jersey City, Nueva Jersey               | Retiene título mundial peso wélter.                                          |
| Victoria                                                                         | 109-1-2  | Robert Villemain         | UD   | 15            | 1950-06-05 | Estadio Municipal de Filadelfia, Filadelfia, Pensilvania   |                                                                              |
| Victoria                                                                         | 108-1-2  | Ray Barnes               | UD   | 10            | 1950-04-28 | Olympia Stadium, Detroit, Míchigan                         |                                                                              |
| Victoria                                                                         | 107-1-2  | Cliff Beckett            | TKO  | 3 (10), 1:45  | 1950-04-21 | Memorial Hall, Columbus, Ohio                              |                                                                              |
| Victoria                                                                         | 106-1-2  | George Costner           | KO   | 1 (10), 2:49  | 1950-03-22 | Filadelfia Convention Hall, Filadelfia, Pensilvania        |                                                                              |
| Victoria                                                                         | 105-1-2  | Jean Walzack             | UD   | 10            | 1950-02-27 | Saint Louis Arena, San Luis, Misuri                        |                                                                              |
| Victoria                                                                         | 104-1-2  | Aaron Wade               | KO   | 3 (10)        | 1950-02-22 | Municipal Auditorium, Savannah, Georgia                    |                                                                              |
| Victoria                                                                         | 103-1-2  | Al Mobley                | TKO  | 6 (10)        | 1950-02-13 | Coliseum Arena, Miami, Florida                             |                                                                              |
| Victoria                                                                         | 102-1-2  | George LaRover           | TKO  | 4 (10)        | 1950-01-30 | New Haven Arena, New Haven, Connecticut                    |                                                                              |
| Victoria                                                                         | 101-1-2  | Vern Lester              | KO   | 5 (10), 0:12  | 1949-11-13 | Coliseum Arena, New Orleans, Luisiana                      |                                                                              |
| Victoria                                                                         | 100-1-2  | Don Lee                  | UD   | 10            | 1949-11-09 | Denver Auditorium Arena, Denver, Colorado                  |                                                                              |
| Victoria                                                                         | 99-1-2   | Charley Dodson           | KO   | 3 (10), 0:20  | 1949-09-12 | City Auditorium, Houston, Texas                            |                                                                              |
| Victoria                                                                         | 98-1-2   | Benny Evans              | KO   | 5 (10), 2:56  | 1949-09-09 | Omaha Civic Auditorium, Omaha, Nebraska                    |                                                                              |
| Victoria                                                                         | 97-1-2   | Steve Belloise           | TKO  | 7 (10)        | 1949-08-24 | Yankee Stadium, Bronx, Nueva York                          |                                                                              |
| Victoria                                                                         | 96-1-2   | Kid Gavilán              | UD   | 15            | 1949-07-11 | Estadio Municipal de Filadelfia, Filadelfia, Pensilvania   | Retiene título mundial peso wélter.                                          |
| Victoria                                                                         | 95-1-2   | Cecil Hudson             | KO   | 5 (10)        | 1949-06-20 | Rhode Island Auditorium, Providence, Rhode Island          |                                                                              |
| Victoria                                                                         | 94-1-2   | Freddie Flores           | TKO  | 3 (10), 2:41  | 1949-06-07 | Page Arena, New Bedford, Massachusetts                     |                                                                              |
| Victoria                                                                         | 93-1-2   | Earl Turner              | TKO  | 8 (10), 1:51  | 1949-04-20 | Oakland Auditorium, Oakland, California                    |                                                                              |
| Victoria                                                                         | 92-1-2   | Don Lee                  | UD   | 10            | 1949-04-11 | Omaha Civic Auditorium, Omaha, Nebraska                    |                                                                              |
| Victoria                                                                         | 91-1-2   | Bobby Lee                | UD   | 10            | 1949-03-25 | Chicago Stadium, Chicago, Illinois                         |                                                                              |
| Empate                                                                           | 90-1-2   | Henry Brimm              | PTS  | 10            | 1949-02-15 | Buffalo Memorial Auditorium, Buffalo, Nueva York           |                                                                              |
| Victoria                                                                         | 90-1-1   | Young Gene Buffalo       | KO   | 1 (10)        | 1949-02-10 | West Side Armory, Kingston, Pensilvania                    |                                                                              |
| Victoria                                                                         | 89-1-1   | Bobby Lee                | UD   | 10            | 1948-11-15 | Filadelfia Arena, Filadelfia, Pensilvania                  |                                                                              |
| Victoria                                                                         | 88-1-1   | Kid Gavilán              | UD   | 10            | 1948-09-23 | Yankee Stadium, Bronx, Nueva York                          |                                                                              |
| Victoria                                                                         | 87-1-1   | Bernard Docusen          | UD   | 15            | 1948-06-28 | Comiskey Park, Chicago, Illinois                           | Retiene título mundial peso wélter.                                          |
| Victoria                                                                         | 86-1-1   | Henry Brimm              | UD   | 10            | 1948-03-16 | Buffalo Memorial Auditorium, Buffalo, Nueva York           |                                                                              |
| Victoria                                                                         | 85-1-1   | Ossie Harris             | UD   | 10            | 1948-03-04 | Toledo Sports Arena, Toledo, Ohio                          |                                                                              |
| Victoria                                                                         | 84-1-1   | Chuck Taylor             | TKO  | 6 (15), 2:07  | 1947-12-19 | Olympia Stadium, Detroit, Míchigan                         | Retiene título mundial peso wélter.                                          |
| Victoria                                                                         | 83-1-1   | Billy Nixon              | TKO  | 6 (10), 2:10  | 1947-12-10 | Elizabeth Armory, Elizabeth, Nueva Jersey                  |                                                                              |
| Victoria                                                                         | 82-1-1   | California Jackie Wilson | TKO  | 7 (10), 1:35  | 1947-10-28 | Olympic Auditorium, Los Ángeles, California                |                                                                              |
| Victoria                                                                         | 81-1-1   | Flashy Sebastian         | KO   | 1 (10), 1:02  | 1947-08-29 | Madison Square Garden, Nueva York, Nueva York              |                                                                              |
| Victoria                                                                         | 80-1-1   | Sammy Secreet            | KO   | 1 (10), 1:02  | 1947-08-21 | Rubber Bowl, Akron, Ohio                                   |                                                                              |
| Victoria                                                                         | 79-1-1   | Jimmy Doyle              | TKO  | 8 (15), 1:02  | 1947-06-24 | Cleveland Arena, Cleveland, Ohio                           | Retiene título mundial peso wélter.Doyle muere después del castigo recibido. |
| Victoria                                                                         | 78-1-1   | Georgie Abrams           | SD   | 10            | 1947-05-16 | Madison Square Garden, Nueva York, Nueva York              |                                                                              |
| Victoria                                                                         | 77-1-1   | Eddie Finazzo            | TKO  | 4 (10), 2:30  | 1947-04-08 | Memorial Hall, Kansas City, Kansas                         |                                                                              |
| Victoria                                                                         | 76-1-1   | Freddie Wilson           | KO   | 3 (10)        | 1947-04-03 | Akron Armory, Akron, Ohio                                  |                                                                              |
| Victoria                                                                         | 75-1-1   | Bernie Miller            | TKO  | 3 (10), 1:32  | 1947-03-27 | Dorsey Park, Miami, Florida                                |                                                                              |
| Victoria                                                                         | 74-1-1   | Tommy Bell               | UD   | 15            | 1946-12-20 | Madison Square Garden, Nueva York, Nueva York              | Gana título mundial peso wélter.                                             |
| Victoria                                                                         | 73-1-1   | Artie Levine             | KO   | 10 (10), 2:41 | 1946-11-06 | Cleveland Arena, Cleveland, Ohio                           |                                                                              |
| Victoria                                                                         | 72-1-1   | Cecil Hudson             | KO   | 6 (10), 2:58  | 1946-11-01 | Olympia Stadium, Detroit, Míchigan                         |                                                                              |
| Victoria                                                                         | 71-1-1   | Ossie Harris             | PTS  | 10            | 1946-10-07 | Duquesne Gardens, Pittsburgh, Pensilvania                  |                                                                              |
| Victoria                                                                         | 70-1-1   | Sidney Miller            | KO   | 3 (10), 1:52  | 1946-09-25 | Twin City Bowl, Elizabeth, Nueva Jersey                    |                                                                              |
| Victoria                                                                         | 69-1-1   | Vinnie Vines             | KO   | 6 (10), 2:46  | 1946-08-15 | Hawkins Stadium, Albany, Nueva York                        |                                                                              |
| Victoria                                                                         | 68-1-1   | Joe Curcio               | KO   | 2 (10), 0:10  | 1946-07-12 | Madison Square Garden, Nueva York, Nueva York              |                                                                              |
| Victoria                                                                         | 67-1-1   | Norman Rubio             | PTS  | 10            | 1946-06-25 | Roosevelt Stadium, Union City, Nueva Jersey                |                                                                              |
| Victoria                                                                         | 66-1-1   | Freddie Wilson           | KO   | 2 (10), 2:00  | 1946-06-12 | Worcester Auditorium, Worcester, Massachusetts             |                                                                              |
| Victoria                                                                         | 65-1-1   | Freddie Flores           | KO   | 5 (10), 2:52  | 1946-03-21 | Golden Gate Arena, Nueva York, Nueva York                  |                                                                              |
| Victoria                                                                         | 64-1-1   | Izzy Jannazzo            | UD   | 10            | 1946-03-14 | Fifth Regiment Armory, Baltimore, Maryland                 |                                                                              |
| Victoria                                                                         | 63-1-1   | Sammy Angott             | UD   | 10            | 1946-03-04 | Duquesne Gardens, Pittsburgh, Pensilvania                  |                                                                              |
| Victoria                                                                         | 62-1-1   | Cliff Beckett            | KO   | 4 (10)        | 1946-02-27 | Saint Louis Arena, Saint Louis, Misuri                     |                                                                              |
| Victoria                                                                         | 61-1-1   | O'Neill Bell             | KO   | 2 (10), 1:01  | 1946-02-15 | Olympia Stadium, Detroit, Míchigan                         |                                                                              |
| Victoria                                                                         | 60-1-1   | Tony Riccio              | TKO  | 4 (10), 2:16  | 1946-02-05 | Elizabeth Armory, Elizabeth, Nueva Jersey                  |                                                                              |
| Victoria                                                                         | 59-1-1   | Dave Clark               | TKO  | 2 (10), 2:22  | 1946-01-14 | Duquesne Gardens, Pittsburgh, Pensilvania                  |                                                                              |
| Victoria                                                                         | 58-1-1   | Vic Dellicurti           | UD   | 10            | 1945-12-04 | Boston Garden, Boston, Massachusetts                       |                                                                              |
| Victoria                                                                         | 57-1-1   | Jake LaMotta             | SD   | 12            | 1945-09-26 | Comiskey Park, Chicago, Illinois                           |                                                                              |
| Victoria                                                                         | 56-1-1   | Jimmy Mandell            | TKO  | 5 (10), 1:31  | 1945-09-18 | Buffalo Memorial Auditorium, Buffalo, Nueva York           |                                                                              |
| Victoria                                                                         | 55-1-1   | Jimmy McDaniels          | TKO  | 2 (10), 1:23  | 1945-06-15 | Madison Square Garden, Nueva York                          |                                                                              |
| Empate                                                                           | 54-1-1   | José Basora              | PTS  | 10            | 1945-05-14 | Filadelfia Convention Hall, Filadelfia, Pensilvania        |                                                                              |
| Victoria                                                                         | 54-1     | Jake LaMotta             | UD   | 10            | 1945-02-23 | Madison Square Garden, Nueva York                          |                                                                              |
| Victoria                                                                         | 53-1     | George Costner           | KO   | 1 (10), 2:55  | 1945-02-14 | Chicago Stadium, Chicago, Illinois                         |                                                                              |
| Victoria                                                                         | 52-1     | Tommy Bell               | UD   | 10            | 1945-01-16 | Cleveland Arena, Cleveland, Ohio                           |                                                                              |
| Victoria                                                                         | 51-1     | Billy Furrone            | TKO  | 2 (10), 2:28  | 1945-01-10 | Uline Arena, Washington, District of Columbia              |                                                                              |
| Victoria                                                                         | 50-1     | George Martin            | TKO  | 8 (10)        | 1944-12-22 | Boston Garden, Boston, Massachusetts                       |                                                                              |
| Victoria                                                                         | 49-1     | Sheik Rangel             | TKO  | 2 (10), 2:50  | 1944-12-12 | Filadelfia Convention Hall, Filadelfia, Pensilvania        |                                                                              |
| Victoria                                                                         | 48-1     | Vic Dellicurti           | UD   | 10            | 1944-11-24 | Olympia Stadium, Detroit, Míchigan                         |                                                                              |
| Victoria                                                                         | 47-1     | Lou Woods                | TKO  | 9 (10)        | 1944-10-27 | Chicago Stadium, Chicago, Illinois                         |                                                                              |
| Victoria                                                                         | 46-1     | Izzy Jannazzo            | TKO  | 2 (10), 1:10  | 1944-10-13 | Boston Garden, Boston, Massachusetts                       |                                                                              |
| Victoria                                                                         | 45-1     | Henry Armstrong          | UD   | 10            | 1943-08-27 | Madison Square Garden, Nueva York                          |                                                                              |
| Victoria                                                                         | 44-1     | Ralph Zannelli           | UD   | 10            | 1943-07-01 | Boston Garden, Boston, Massachusetts                       |                                                                              |
| Victoria                                                                         | 43-1     | Freddie Cabral           | KO   | 1 (10), 2:20  | 1943-04-30 | Boston Garden, Boston, Massachusetts                       |                                                                              |
| Victoria                                                                         | 42-1     | Jake LaMotta             | UD   | 10            | 1943-02-26 | Olympia Stadium, Detroit, Míchigan                         |                                                                              |
| Victoria                                                                         | 41-1     | California Jackie Wilson | MD   | 10            | 1943-02-19 | Madison Square Garden, Nueva York                          |                                                                              |
| Derrota                                                                          | 40-1     | Jake LaMotta             | UD   | 10            | 1943-02-05 | Olympia Stadium, Detroit, Míchigan                         |                                                                              |
| Victoria                                                                         | 40-0     | Al Nettlow               | TKO  | 3 (10)        | 1942-12-14 | Filadelfia Convention Hall, Filadelfia, Pensilvania        |                                                                              |
| Victoria                                                                         | 39-0     | Izzy Jannazzo            | TKO  | 8 (10), 2:43  | 1942-12-01 | Cleveland Arena, Cleveland, Ohio                           |                                                                              |
| Victoria                                                                         | 38-0     | Vic Dellicurti           | UD   | 10            | 1942-11-06 | Madison Square Garden, Nueva York                          |                                                                              |
| Victoria                                                                         | 37-0     | Izzy Jannazzo            | UD   | 10            | 1942-10-19 | Filadelfia Arena, Filadelfia, Pensilvania                  |                                                                              |
| Victoria                                                                         | 36-0     | Jake LaMotta             | UD   | 10            | 1942-10-02 | Madison Square Garden, Nueva York                          |                                                                              |
| Victoria                                                                         | 35-0     | Tony Motisi              | KO   | 1 (10), 2:41  | 1942-08-27 | Comiskey Park, Chicago, Illinois                           |                                                                              |
| Victoria                                                                         | 34-0     | Reuben Shank             | KO   | 2 (10), 2:26  | 1942-08-21 | Madison Square Garden, Nueva York                          |                                                                              |
| Victoria                                                                         | 33-0     | Sammy Angott             | UD   | 10            | 1942-07-31 | Madison Square Garden, Nueva York                          |                                                                              |
| Victoria                                                                         | 32-0     | Marty Servo              | SD   | 10            | 1942-05-28 | Madison Square Garden, Nueva York                          |                                                                              |
| Victoria                                                                         | 31-0     | Dick Banner              | KO   | 2 (10)        | 1942-04-30 | Minneapolis Armory, Minneapolis, Minnesota                 |                                                                              |
| Victoria                                                                         | 30-0     | Harvey Dubs              | TKO  | 6 (10)        | 1942-04-17 | Olympia Stadium, Detroit, Míchigan                         |                                                                              |
| Victoria                                                                         | 29-0     | Norman Rubio             | TKO  | 8 (12)        | 1942-03-20 | Madison Square Garden, Nueva York                          |                                                                              |
| Victoria                                                                         | 28-0     | Maxie Berger             | TKO  | 2 (12), 1:43  | 1942-02-20 | Madison Square Garden, Nueva York                          |                                                                              |
| Victoria                                                                         | 27-0     | Fritzie Zivic            | TKO  | 10 (12), 0:31 | 1942-01-16 | Madison Square Garden, Nueva York                          |                                                                              |
| Victoria                                                                         | 26-0     | Fritzie Zivic            | UD   | 10            | 1941-10-31 | Madison Square Garden, Nueva York                          |                                                                              |
| Victoria                                                                         | 25-0     | Marty Servo              | UD   | 10            | 1941-09-25 | Filadelfia Convention Hall, Filadelfia, Pensilvania        |                                                                              |
| Victoria                                                                         | 24-0     | Maxie Shapiro            | TKO  | 3 (10), 2:04  | 1941-09-19 | Madison Square Garden, Nueva York                          |                                                                              |
| Victoria                                                                         | 23-0     | Maurice Arnault          | TKO  | 1 (8), 1:29   | 1941-08-29 | Atlantic City Convention Hall, Atlantic City, Nueva Jersey |                                                                              |
| Victoria                                                                         | 22-0     | Carl Guggino             | TKO  | 3 (8), 2:47   | 1941-08-27 | Queensboro Arena, Queens, Nueva York                       |                                                                              |
| Victoria                                                                         | 21-0     | Sammy Angott             | UD   | 10            | 1941-07-21 | Shibe Park, Filadelfia, Pensilvania                        | Angott poseía el título mundial peso ligero, pero no lo exponía.             |
| Victoria                                                                         | 20-0     | Pete Lello               | TKO  | 4 (8), 1:48   | 1941-07-02 | Polo Grounds, Nueva York                                   |                                                                              |
| Victoria                                                                         | 19-0     | Mike Evans               | KO   | 2 (8), 0:52   | 1941-06-16 | Shibe Park, Filadelfia, Pensilvania                        |                                                                              |
| Victoria                                                                         | 18-0     | Nick Castiglione         | KO   | 1 (10), 1:21  | 1941-05-19 | Filadelfia Arena, Filadelfia, Pensilvania                  |                                                                              |
| Victoria                                                                         | 17-0     | Victor Troise            | TKO  | 1 (8), 2:39   | 1941-05-10 | Ridgewood Grove, Brooklyn, Nueva York                      |                                                                              |
| Victoria                                                                         | 16-0     | Joe Ghnouly              | TKO  | 3 (8), 2:07   | 1941-04-30 | Uline Arena, Washington, District of Columbia              |                                                                              |
| Victoria                                                                         | 15-0     | Charley Burns            | KO   | 1 (10)        | 1941-04-24 | Waltz Dream Arena, Atlantic City, Nueva Jersey             |                                                                              |
| Victoria                                                                         | 14-0     | Jimmy Tygh               | TKO  | 1 (10), 1:51  | 1941-04-14 | Filadelfia Arena, Filadelfia, Pensilvania                  |                                                                              |
| Victoria                                                                         | 13-0     | Jimmy Tygh               | KO   | 8 (10), 1:13  | 1941-03-03 | Filadelfia Arena, Filadelfia, Pensilvania                  |                                                                              |
| Victoria                                                                         | 12-0     | Gene Spencer             | TKO  | 5 (6)         | 1941-02-27 | Olympia Stadium, Detroit, Míchigan                         |                                                                              |
| Victoria                                                                         | 11-0     | Bobby McIntire           | UD   | 6             | 1941-02-21 | Madison Square Garden, Nueva York                          |                                                                              |
| Victoria                                                                         | 10-0     | Benny Cartagena          | KO   | 1 (6), 1:33   | 1941-02-08 | Ridgewood Grove, Brooklyn, Nueva York                      |                                                                              |
| Victoria                                                                         | 9-0      | George Zengaras          | PTS  | 6             | 1941-01-31 | Madison Square Garden, Nueva York                          |                                                                              |
| Victoria                                                                         | 8-0      | Frankie Wallace          | TKO  | 1 (6), 2:10   | 1941-01-13 | Filadelfia Arena, Filadelfia, Pensilvania                  |                                                                              |
| Victoria                                                                         | 7-0      | Harry LaBarba            | KO   | 1 (6), 0:40   | 1941-01-04 | Ridgewood Grove, Brooklyn, Nueva York                      |                                                                              |
| Victoria                                                                         | 6-0      | Oliver White             | TKO  | 3 (4)         | 1940-12-13 | Madison Square Garden, Nueva York                          |                                                                              |
| Victoria                                                                         | 5-0      | Norment Quarles          | TKO  | 4 (8), 0:56   | 1940-12-09 | Filadelfia Arena, Filadelfia, Pensilvania                  |                                                                              |
| Victoria                                                                         | 4-0      | Bobby Woods              | KO   | 1 (6), 1:31   | 1940-11-11 | Filadelfia Arena, Filadelfia, Pensilvania                  |                                                                              |
| Victoria                                                                         | 3-0      | Mitsos Grispos           | UD   | 6             | 1940-10-22 | New York Coliseum, Bronx, Nueva York                       |                                                                              |
| Victoria                                                                         | 2-0      | Silent Stafford          | TKO  | 2 (4)         | 1940-10-08 | Municipal Auditorium, Savannah, Georgia                    |                                                                              |
| Victoria                                                                         | 1-0      | Joe Echevarria           | TKO  | 2 (4), 0:51   | 1940-10-04 | Madison Square Garden, Nueva York                          | Debut profesional.                                                           |